# Like Moths to Flames
Like Moths to Flames sono un gruppo metalcore statunitense originario della città di Columbus, Ohio. La band ha finora pubblicato quattro album di studio e due EP attraverso la Rise Records.
Con l'uscita dell'ultimo album Dark Divine nel 2017, la band si è spostata su composizioni più melodiche pur sempre mantenendo la classica aggressività tipica del genere, ed usando la voce pulita molto più frequentemente riscuotendo un gran successo tra gli ascoltatori del genere.

## Formazione

### Formazione attuale
- Chris Roetter - voce
- Aaron Evans - chitarra solista
- Zach Huston - chitarra ritmica, voce
- Eli Ford - chitarra ritmica, basso, voce
- Greg Diamond - batteria

### Componenti usciti
- Lance Greenfield - batteria
- Aaron Douglas - basso, voce
- Joardan Matz - batteria
- Kevin Rutherford - batteria

## Discografia

### Album di studio
- When We Don't Exist (2011)
- An Eye For an Eye (2013)
- The Dying Things We Live For (2015)
- Dark Divine (2017)
- No Eternity in Gold (2020)
- The Cycles of Trying to Cope (2024)

### EP
- Sweet Talker (2010)
- The Dream is Dead (2015)
- Dark Divine Reimagined (2018)
- Where the Light Refuses to Go (2019)
- Pure Like Porcelain (2021)

## Videografia
- Your Existence (2011)
- You Won't Be Missed (2011)
- GNF (2012)
- The Worst in Me (2012)
- Learn Your Place (2013)
- I Solemnly Swear (2013)